# Стеклянный муравейник
«Стеклянный муравейник» (англ. Glass Trap) — американский фантастический фильм ужасов 2005 года режиссёра Фреда Олена Рэя. Премьера фильма состоялась 2 августа 2005 года.

## Сюжет
В здании одного из лос-анджелесских небоскрёбов оказывается компания людей, пришедших сюда по самым различным делам: кто-то работает сверхурочно, другой пытается выкрасть важную информацию из кабинета начальника, третий (фотограф Пауло) пригласил на крышу небоскрёба несколько моделей в целях производства фотосессии, а бывший угонщик автомобилей Кертис первый день работает в небоскрёбе уборщиком. Вскоре, после того как в здание привезли партию декоративных растений, во всём небоскрёбе отключается электричество. Окружённые тьмой обитатели небоскрёба начинают осознавать, что в здании они находятся не одни — по тёмным коридорам шагают огромные муравьи-мутанты — экспериментальная секретная разработка военных, случайно завезённая в небоскрёб вместе с растениями.

## В ролях
| Актёр           | Роль                       |
| --------------- | -------------------------- |
| С. Томас Хауэлл | Кёртис                     |
| Стелла Стивенс  | Джоан Хайсмит              |
| Сири Барук      | Шерон                      |
| Мартин Коув     | командир спецназа Корриган |
| Чик Веннера     | модный фотограф Пауло      |
| Эндрю Прайн     | шериф Эд                   |